# Andreína Álvarez
Andreína María Álvarez Medina Covian (Caracas,  19 de enero de 1980) es una actriz, presentadora de televisión, cantante, rapera, reguetonera, humorista, bailarina y profesora de actuación venezolana. Recordada por ser animadora de programas como Ají Picante y Súper Sábado Sensacional, y humorista en programas como Radio Rochela de RCTV, Cheverísimo y ¡A que te ríes! de Venevisión.

## Carrera
Se desempeñó como coanimadora de Super Sábado Sensacional en las competencias Bailando con los Abuelitos, Buscando una Estrella (donde también fue jurado en 2008 y participante en 2013) y El Precipicio. En 2015 fue jurado en la edición especial de Buscando una Estrella, Los consagrados.
También volvería a ser conocida en Venevisión por su participación en los programas de comedia Cheverísimo, ¡A que te ríes! y El Show del Vacilón, con sketches como Mamando y Loco, Los Pineros, Yo no soy de Hierro y El Traductor, entre otros. Igualmente, labora como directora de la academia Música, Baile y Acción, responsabilidad que comparte junto a la coreógrafa Maryorie Flores.

## Trabajos

### Actuación
- Radio Rochela (2002-2018)
- Mujer con Pantalones - Linda Bombón (2004-2005)
- El gato tuerto - Ana Montes (2007-2008)
- Cheverísimo (2004-2020)
- Fábrica de comedias (2008-2010)
- ¡A que te ríes! (2010-2016)
- El Show del Vacilón (2012-presente)

### Animación
- Ají Picante - Animadora principal (2000-2010)
- Bailando con los Abuelos - Coanimadora (2008)
- Súper sábado sensacional - coanimadora (2008-2010)
- El Show del Vacilón - Coanimadora (2012)
- Buscando una estrella - Coanimadora (2014)
- TV Libre - Animadora (2016)

### Teatro
- Se busca hombre
- Cata de Hombres
- Mujeres infieles
- Despedida de Casadas

### Otros trabajos
- Bailando con los gorditos - Participante (2008)
- Buscando una estrella - Jurado (2008-2014), Participante (2013)
- El precipicio disparatado (2012-2013)
- Se Solicita Julieta (2018)